# Zlatar-Bistrica
Zlatar-Bistrica je naselje na Hrvaškem, ki je središče Občine Zlatar-Bistrica v Krapinsko-zagorski županiji.

## Lega
Zlatar-Bistrica leži južno od Ivanščice na desnem (severnem) bregu reke Krapine, oddaljeno okoli 5 km od naselja Zlatar, na nadmorski višini 167 m ob železniški progi Zagreb–Varaždin. Sosednje občine so Bedekovščina, Konjščina, Marija Bistrica in Zlatar. Južno od nje se v Krapino z južne strani kot levi pritok izliva potok Bistrica, ki priteče iz Marije Bistrice.

## Zgodovina
S spojitvijo zaselkov Donji in Gornji Brestovec ter Grančari je nastalo današnje mesto, ki se je formiralo okoli železniške postaje zgrajene leta 1911. Nova župnijska cerkev sv. Ivana Krstitelja je bila zgrajena leta 1997.

## Gospodarstvo
Kraj se je pričel gospodarsko razvijati po izgradnji železniške proge. Glavne gospodarske dejavnosti so poljedelstvo, živinoreja, mesno in lesno predelovalna industrija, proizvodnja opek ter električnih kablov.

## Demografija
| Pregled števila prebivalcev po letih | Pregled števila prebivalcev po letih | Pregled števila prebivalcev po letih | Pregled števila prebivalcev po letih | Pregled števila prebivalcev po letih | Pregled števila prebivalcev po letih | Pregled števila prebivalcev po letih | Pregled števila prebivalcev po letih | Pregled števila prebivalcev po letih | Pregled števila prebivalcev po letih | Pregled števila prebivalcev po letih | Pregled števila prebivalcev po letih | Pregled števila prebivalcev po letih | Pregled števila prebivalcev po letih | Pregled števila prebivalcev po letih |
| ------------------------------------ | ------------------------------------ | ------------------------------------ | ------------------------------------ | ------------------------------------ | ------------------------------------ | ------------------------------------ | ------------------------------------ | ------------------------------------ | ------------------------------------ | ------------------------------------ | ------------------------------------ | ------------------------------------ | ------------------------------------ | ------------------------------------ |
| 1857                                 | 1869                                 | 1880                                 | 1890                                 | 1900                                 | 1910                                 | 1921                                 | 1931                                 | 1948                                 | 1953                                 | 1961                                 | 1971                                 | 1981                                 | 1991                                 | 2001                                 |
| 347                                  | 477                                  | 518                                  | 670                                  | 766                                  | 876                                  | 899                                  | 992                                  | 1023                                 | 1046                                 | 1129                                 | 1209                                 | 1426                                 | 1554                                 | 1592                                 |